# Сирохман Михайло Васильович
Михайло Васильович Сирохман (нар. 16 лютого 1954, Ужгород) — український художник-графік, мистецтвознавець, дослідник дерев'яних церков Закарпаття, викладач Закарпатської академії мистецтв.

## Життєпис
Михайло Васильович Сирохман народився 16 лютого 1954 року у місті Ужгород.
Випускник Ужгородської ЗОШ №1 та образотворчої студії під керівництвом Золтана Баконія (1971). Закінчив англійське відділення факультету романо-германської філології Ужгородського державного університету (1977). Від 1989 року — викладач в Ужгородському училищі прикладного мистецтва (1995 року перейменовано на Ужгородський коледж мистецтв ім. А. Ерделі), від 2009 – у Закарпатському художньому інституті (2016 року реформовано у Закарпатську академію мистецтв). Нині – доцент кафедри рисунку факультету дизайну та декоративно-прикладного мистецтва Закарпатської академії мистецтв. Заслужений працівник культури України (2009).
У студентські роки юнацьке захоплення мистецтвом перетворилося на найважливішу життєву справу. Своїм вчителем вважає Павла Бедзіра – відомого художника-графіка, одного з лідерів мистецького авангарду на Закарпатті. Михайло Сирохман віддав шану своєму вчителеві, написавши про нього книжку (Ужгород, 2017). Раніше він започаткував громадську ініціативу із встановлення на могилі Павла Бедзіра та його дружини, художниці Лізи Кремницької пам’ятного знаку у формі мистецького твору.
Нині Михайло Сирохман — автор сотень графічних робіт, учасник обласних виставок. 2017 вийшов каталог його робіт.
З кінця 1970-х і дотепер досліджує дерев'яні церкви Закарпаття, є автором численних книжок і провідним фахівцем у цій галузі.
З 1990-х і дотепер досліджує історію й сучасність закарпатського малярства, є автором сотень статей, нарисів, текстів до альбомів і каталогів закарпатських художників.
Брав участь у багатьох громадських ініціативах, зокрема, із захисту історичної забудови Ужгорода, долучився до акцій протесту проти забудови гірського масиву Свидовець та спорудження вітроелектростанції на Боржавському хребті.

## Дослідницька і громадська діяльність

### Дослідження і популяризація дерев’яних церков Закарпаття
Михайло Сирохман — найвідоміший дослідник закарпатської дерев'яної церковної архітектури і людина, з якої на Закарпатті почалася 
епоха зацікавлення дерев'яною церквою.
На основі двадцятилітніх польових досліджень та архівних розвідок опублікував монументальну, обсягом майже 900 сторінок, монографію «Церкви України. Закарпаття» (Львів, 2000), що містить інформацію про всі існуючі й утрачені дерев’яні та муровані храми Закарпатської області. Це видання, що готувалося до друку у складні 1990-і роки, вийшло за підтримки мецената Олега Іванусіва (Торонто). Несподіваний вихід такого ґрунтовного видання, підготовленого поза межами будь-яких інституцій, зусиллями однієї людини, викликав тоді величезний резонанс. Ілюстрована фотографіями автора й архівними зображеннями книга і досі залишається основним джерелом інформації про закарпатські пам’ятки сакральної архітектури. 
За рік до виходу монографії була опублікована невеличка книжка «Втрачені церкви Закарпаття» (Торонто–Ужгород, 1999), а упродовж наступного десятиліття - серія буклетів про церкви Хустщини та путівник «П'ятдесят п'ять дерев'яних храмів Закарпаття» (К., 2008). 
Ще з 1980-х років Михайло Сирохман розпочав громадську діяльність задля популяризації та порятунку дерев’яних церков Закарпаття, опублікував десятки статей та інтерв’ю про дерев’яні церкви у закарпатській пресі з метою привернути увагу громадськості до цих пам’яток.
Завдяки діяльності Михайла Сирохмана художня цінність дерев’яних церков набула нового визнання, і у Закарпатській академії мистецтв було запроваджено спецкурс для магістрів "Дерев’яна архітектура Карпат", який він викладає.
2001 року організував громадську акцію «Врятуймо гукливську церкву», в результаті якої дахи цієї пам'ятки, а згодом і церков у селах Розтока, Кужбиї, Ясіня, Уклин, були перекриті новим ґонтом. 
Після того, як 2003 року пожежа знищила дерев’яну церкву у Нересниці, пропонував відтворити цю пам’ятку – тільки не на старому місці, де вона була нікому не потрібна, а в Ужгороді. Ініціативу Михайла Сирохмана підтримав єпископ Мукачівської греко-католицької єпархії Мілан Шашік, і у 2011–2013 роках на впорядкованій ділянці Боздоського цвинтаря з боку вулиці Капушанської було споруджено наближену копію Нересницької церкви.
Він завжди публічно виступає проти спотворення пам’яток переробками, забудови їхньої території, наприклад, упродовж 2014 року боровся проти незаконного будівництва в охоронній зоні дерев’яної церкви у Кострині: виступав у пресі, ініціював скликання прес-конференції, зустрівся з тодішнім головою Закарпатської ОДА, та попри обіцянку останнього взяти ситуацію під контроль, винуватці, монахи православного монастиря, демонтували лише прибудову до церкви, а незаконно збудовані ними навколо пам’яткової церкви споруди так і лишилися на своїх місцях, відтак історичний ландшафт цього місця спотворено.
2016 року в рамках проекту словацько-української міжкордонної співпраці вийшла книжка Михайла Сирохмана «Дерев’яні церкви та дзвіниці Закарпаття» (Пряшів, 2016), в якій представлено всі нині існуючі дерев'яні церкви краю, а також дзвіниці, яким зазвичай приділяється мало уваги. Уперше такий масив світлин подано у кольорі, причому окрім сучасних кадрів (крім авторської, залучено також фотозйомку Олени Крушинської), подано й фотографії з експедицій автора 1970–1990-х років. Особливу вагу це має для тих церков, які сьогодні спотворено переробками і вкрито бляхою. Давніші й сучасні світлини свідомо подані поруч, щоб показати, як несмак і невігластво знищують безцінну культурну спадщину. Видання також містить нові дані про церкви та їхніх будівничих, виявлені автором в архівах, і рідкісні фотографії першої половини XX століття.
Ініціював видання двотомного альбому фотографій Закарпаття 1920-х років, що були зроблені чеським дослідником Флоріаном Заплеталом і збережені до нашого часу академіком Миколою Мушинкою. Разом з останнім виступив упорядником видання, що вибороло перше місце у своїй номінації у Всеукраїнському рейтингу «Книжка року 2016». Тримовний альбом (українська, чеська, англійська) видали спільно ужгородське і чеське видавництва. Презентували видання в Ужгороді й у Празі.
На основі даних, зібраних у польових дослідженнях 1990–2000-х років та архівних розвідок 1990–2010-х років Михайло Сирохман створив книжку «Будівничі закарпатських церков» (Ужгород, 2019), більшість матеріалів якої присвячено народним майстрам, що будували традиційні дерев’яні храми у 1920–1940-х роках.
На основі даних, зібраних в архівах Закарпаття, Будапешта, Праги, Братислави, Кошиць написав книжку «Втрачені дерев’яні церкви північно-східної Словаччини» (Свидник, 2019, у співавторстві з Ярославом Джоґаником – директором Музею української культури у Свиднику).
У 2021 році в рамках однойменного проекту, підтриманого Українським культурним фондом, видав книжку "Втрачені церкви Закарпаття", в якій зафіксовано 156 об’єктів церковної архітектури (101 дерев’яна церква, 29 дерев’яних дзвіниць та 26 мурованих храмів), що перестали існувати упродовж ХХ-ХХІ ст., однак збереглися у зображеннях. Відомості про долю втрачених пам’яток були зібрані автором у численних експедиціях селами Закарпаття, що тривали з кінця 1970-х до середини 2000-х років. Їх доповнили матеріали архівних розвідок 1990-2021 років, проведених у бібліотеках, архівах і музейних фондах України, Словаччини, Чехії, Угорщини. 
У рамках проекту "Втрачені церкви Закарпаття" Михайло Сирохман також прочитав серію лекцій про дерев’яну архітектуру, разом із дослідницею дерев’яних храмів Оленою Крушинською підготував серію статей для інтернет-видання «Лівий берег (LB.ua)» і дав низку інтерв’ю для інших ЗМІ, в яких розповів про актуальні проблеми дерев’яних церков, найгіршою з яких сьогодні є масове спотворення їхнього автентичного вигляду: покриття бляхою і пластиком, додавання сяючих цибулястих бань і критих ґанків, забудова охоронної зони пам’яток.  
Саме Михайло Сирохман, який має у краї великий авторитет як культурний і громадський діяч, ще на початку 2000-х років привернув увагу суспільства до дерев’яних церков і поклав початок їхньому перетворенню на культурний і туристичний бренд Закарпаття. В інших регіонах України цього не сталося й дотепер.

### Дослідження закарпатського мистецтва XX ст.
Дослідник історії й сучасності закарпатського образотворчого мистецтва Закарпаття, автор десятків текстів до альбомів і каталогів закарпатських художників, зокрема, Адальберта Ерделі (2017), Гаврила Глюка (2018), Володимира Микити (2016), Павла Ковача (2011), Надії Пономаренко (2020), В'ячеслава Приходька (2009), Павла Балли (2005), Андрія Бокотея (2007), Івана Шутєва (2007, 2011), Івана Дідика (2011), Василя Габди (2013), Ігоря Панейка (2020) та ін. Автор статті про закарпатське відділення НСХУ в альбомі-каталозі «Художники Закарпаття», виданому до 65-річчя Спілки (2011), передмови і текстів-коментарів до альбому «Акварелі закарпатських художників» (2018), статей про Павла Бедзіра та Лізу Кремницьку у книзі «Искусство украинских шестидесятников» (К., Основи, 2015), статей у журналах «Образотворче мистецтво», «Артанія», «Екзиль», у «Календарі пам’ятних дат» (щорічне видання Закарпатської ОУНБ) та регіональній пресі. Упорядник, автор передмови і коментарів до альбому «33 скульптури Івана Маснюка» (2014). Упорядник видання «IMEN. Літературні твори, щоденники, думки», в якому представлено літературну спадщину Адальберта Ерделі, автор передмови і приміток до нього.
У 2018 році Михайло Сирохман видав книжку про одного з лідерів мистецького авангарду на Закарпатті Павла Бедзіра: «Павло Бедзір – це частина мого життя, це близько 30 років спілкування. Він не збирався бути вчителем, але він став учителем.... Про нього існує кілька правд, і те, що я написав – це суб’єктивна правда, моя правда. Але моя суб’єктивність є водночас об’єктивністю. Не випадало писати про нього традиційно: важливо було знайти форму викладу. Я перемежовую розділи монологами самого Бедзіра, які зафіксували журналісти.... Я хотів показати людину, яку знав і любив». Видання складається з двох розділів: перший містить біографію Бедзіра (відомості про дитинство і юність, про дружину Лізу Кремницьку, друзів, мистецьке середовище, про тиск з боку КҐБ і життя в умовах радянських реалій), другий присвячено його творчості – це графіка й окремі зразки живопису.
У 2021 році в рамках проекту "Шлях закарпатського живопису" вийшла однойменна книжка Михайла Сирохмана. Це 10 нарисів про закарпатських художників, які уособлювали явище закарпатського малярства ХХ ст. (школу закарпатського живопису) і спроба виявити найвідвідуваніші місця пленерного живопису, де формувалося згадане явище.

### Художня творчість
Михайло Сирохман — художник-графік. Тематика його творів — переосмислення стихійних проявів природи. Існування людини обмежене у часі, тому митця цікавлять позачасові образи-символи: каміння – як алегорія Землі, вода – як основа життя, дерева – як символ живої Природи і духовне начало.
Працює в авторській техніці (папір, акварель, гуаш, акрил, кулькова ручка). У ранніх роботах відчутний вплив його вчителя Павла Бедзіра. Серія «Дерев’яні церкви Закарпаття» (1980-і) характеризується тонким нюансуванням текстури твору, грою тональних градацій. У роботах серій «Життя каміння», «Життя дерев», «Полонини» (перша половина 1990-х) поступово втрачається елемент розповідності, автор наближається до чистої абстрактної композиції. Незважаючи на властивий абстрактному принципові «холод», роботи митця сповнені поетичного настрою. Роботи останніх років – це гра геометричних форм з підкресленою декоративністю.
Декілька серій робіт різних років присвячені дерев'яним церквам Карпат. На відміну від фотографії, що фіксує вигляд церкви одномоментно, графіка служить для Михайла Сирохмана засобом втілення позачасового образу споруди. За допомогою тональності він передає атмосферу, що її церква творить навколо себе. Усі ці роботи – невеликого формату: при відображенні монументальної споруди в мініатюрі міра узагальнення збільшується, і на створення образу церкви починає працювати антураж.
2017 року вийшов альбом «Михайло Сирохман. Графіка», в якому представлено вибрані твори з авторського доробку 1981–2016 років. Графічні аркуші з серій «Полонини», «Гірські озера», «Життя каміння» та окремий блок із зображеннями дерев’яних церков розміщено у двох тематичних розділах – «Обереги плинності» та «Приручення овиду».

## Відзнаки
Лауреат обласної премії в галузі образотворчого мистецтва (мистецтвознавство): 2000 — за монографію «Церкви України. Закарпаття»; 2009 — за текст до альбому «В’ячеслав Приходько. Живопис»; 2012 — за упорядкування, передмову, примітки до видання: Адальберт Ерделі «IMEN. Літературні твори, щоденники, думки» ; 2014 — за текст до альбому «Василь Габда». 2022 — премія в галузі літератури і краєзнавства імені Петра Скунця за книгу «Втрачені церкви Закарпаття».

## Публікації

### Книжки на тему дерев’яної архітектури
- Михайло Сирохман. Втрачені церкви Закарпаття. — Торонто‒Ужгород: The Foundation of the Encyclopedia of Ukraine, 1999. — 123 с.
- Михайло Сирохман. Церкви України. Закарпаття. — Львів: МС, 2000. — 879 с.
- Михайло Сирохман. П'ятдесят п'ять дерев'яних храмів Закарпаття. — К.: Грані-Т, 2008. — 85 с.
- Михайло Сирохман. Нові церкви Мукачівської греко-католицької єпархії. 20 років церковного будівництва (1990‒2010). — Львів: МС, 2010. — 315 с.
- Михайло Сирохман. Дерев’яні церкви та дзвіниці Закарпаття. — Prešov: Petra, n.o., 2016. — 188 с.
- Михайло Сирохман. Будівничі закарпатських церков. — Ужгород: Видавництво Олександри Гаркуші, 2019. — 198 с.
- Михайло Сирохман, Ярослав Джоґаник. Втрачені дерев'яні церкви північно-східної Словаччини. Mychajlo Syrochman, Jaroslav Džoganík. Stratené drevené cerkvi severovýchodného Slovenska. — Свидник: Музей української культури, 2019. — 80 с.
- Михайло Сирохман. Втрачені церкви Закарпаття. — Київ, 2021. — 332 с.

### Книжки на тему закарпатського мистецтва
- М. Сирохман. Павло Бедзір. — Ужгород: Видавництво Олександри Гаркуші, 2018. — 147 с.
- М. Сирохман. Шлях закарпатського мистецтва. — Ужгород, 2021. — 185 с.

### Упорядник книжок
- Флоріан Заплетал. Дерев’яні церкви Закарпаття (фотоальбом) / Передм. Миколи Мушинки; упоряд.: Микола Мушинка, Михайло Сирохман. — Ужгород: Вид-во Олександри Гаркуші / Praha: Karpatia, 2015. — 120 с.
- Флоріан Заплетал. Міста і села Закарпаття (фотоальбом) / Передм. Миколи Мушинки; упоряд.: Михайло Сирохман. — Ужгород: Вид-во Олександри Гаркуші / Praha: Karpatia, 2016. — 176 с.
- Адальберт Ерделі. IMEN. Літературні твори, щоденники, думки / Упоряд., вступ. ст. І. І. Небесник, упоряд., передм., прим. М. В. Сирохман, під заг. ред. І. І. Небесник, редкол. І. І. Небесник, редкол. М. В. Сирохман, редкол. П. К. Балла, пер. з угор. П. К. Балла. — Ужгород: Видавництво Олександри Гаркуші, 2012. — 440 с.
- 33 скульптури Івана Маснюка (альбом). — Ужгород: Видавництво Олександри Гаркуші, 2014. — 50 с.

### Художній альбом
- Михайло Сирохман. Графіка (альбом). — Ужгород: Видавництво Олександри Гаркуші, 2017. — 56 с.

### Статті на тему дерев'яної архітектури
- Автор десятків статей про дерев'яні церкви у закарпатській пресі, наукових і науково-популярних виданнях.

### Статті на тему закарпатського мистецтва
Автор десятків текстів до альбомів і каталогів закарпатських художників, статей у закарпатській пресі, наукових і науково-популярних періодичних виданнях.

#### Передмови до альбомів і каталогів
- Слово Ерделі: шлях митця до себе / Адальберт Ерделі. IMEN. Літературні твори, щоденники, думки. — Ужгород: Видавництво О. Гаркуші, 2012. — С. 37–39 (також упорядник, автор приміток, редактор перекладу з угорської).
- Живопис В'ячеслава Приходька — свято, що завжди з тобою / В’ячеслав Приходько (альбом). — Ужгород: Видавничий Дім «Укрпол», 2009. — С. 7–18.
- Акварелі закарпатських художників. Watercolors of Transcarpathian artists. — Ужгород: Видавництво О. Гаркуші, 2018. — 158 с. (автор передмови і текстів про художників)
- Незламний експресіонізм Івана Маснюка / 33 скульптури Івана Маснюка (альбом). — Ужгород: Видавництво О. Гаркуші, 2014. — С. 3–7 (також упорядник і автор коментарів).
- Десять із дев’яноста творчих літ / Художники Закарпаття (альбом-каталог). — Ужгород: Видавництво О. Гаркуші, 2011. — С. 7–11.
- Передмова / Василь Габда. Живопис (альбом). — Ужгород: Видавництво О. Гаркуші, 2013. — С. 5–20.
- Простір є тіло часу, час є розум простору / Павло Ковач (альбом). — Ужгород: Видавництво О. Гаркуші, 2013. — С. 5–13.
- Острів Ігоря Панейка / Ігор Панейко. Малярство. Театр (альбом). — Ужгород: Видавництво О. Гаркуші, 2020. — С. 132–135.

#### Статті у журналах
- Дерев'яна скульптура родини Іванчів // Образотворче мистецтво. — 2007. — № 1. — С. 56–57.
- Павло Балла: витоки, течії, жанри // Образотворче мистецтво. — 2007. — № 1. — С. 90.
- Живопис В'ячеслава Приходька // Образотворче мистецтво. — 2011. — № 2. — С. 86–87.
- Пеґас, Фенікс і чарівник Щур // Екзиль. — 2007. — № 5. — С. 36–40.
- Скло Бокотея. Історія благородства // Екзиль. — 2007. — № 7. — С. 37–40.
- Щасливий Глюк // Артанія. — 2012. — № 3–4. — С. 104–111.